# 沖田浩之
沖田 浩之（おきた ひろゆき、1963年〈昭和38年〉1月7日 - 1999年〈平成11年〉3月27日）は、日本の元アイドル、俳優。本名、置鮎 広之（おきあい ひろゆき）。愛称はヒロくん。身長175cm、体重63kg。血液型はA型。
神奈川県川崎市出身。神奈川県立川崎北高等学校卒業、青山学院大学経済学部経済学科中退。

## 生涯
中学生時代から暴走族の集会に顔を出し、高校生になってからは新宿のディスコに通う不良少年だった。中学の仲間の知り合いがブティック「竹の子」でアルバイトしていたことから、沖田のグループは竹の子の服を着るようになるが、目立つ上、他の客に嫌がられるため、ディスコでは竹の子族の出入りが禁止される。そこで土曜の夜は普通の服でディスコで遊び、日曜正午は竹の子の服で、原宿の歩行者天国で踊るようになった。乱奈阿珠 （ランナーズ）というチームに所属していた。竹の子族は若者の支持を集めマスコミも注目。ティーン少女向け雑誌「プチセブン」が沖田の特集記事を掲載したのがきっかけで、購読層である女子ファンが急増する。歩行者天国でファンに囲まれ、踊ることもままならなくなり、1980年、高校3年生の5月で竹の子族をやめ、大学進学のため受験勉強を始める。一方、多くの芸能プロダクションからスカウトを受け、スターダストプロモーションに所属。
TBS系列のテレビドラマ『3年B組金八先生』第2シリーズのオーディションに合格し、ツッパリの松浦悟役で出演。1981年、シングル「E気持（イーきもち）」で歌手デビュー、オリコンチャート最高位8位、実売40万枚のヒットとなる。熱狂的ファンの親衛隊も多数結成された（代表的な親衛隊は「インフィニティ/ INFINITY)」や、「EnergeticSuperGals　E・S・G」など）。数ある親衛隊統制による、ステージ用の応援コールとして、「HIROはとってもいい男、今日は絶対チャンピオン、スーパーアイドル沖田浩之G.U.T.SガッツHIRO、H.I.R.O.Y.U.K.Iいつでもヒーローチャンピオンゴー」というコールも作られた。
1981年4月に青山学院大学経済学部第二部経済学科に入学するが、芸能界での仕事が忙しいため、授業を一回受けただけで休学する。同年、アイドル映画で後れをとっていた東映が、沖田の売り出しを図り、1982年の東映の正月映画に沖田と松田聖子の二枚看板で、沖田の初主演映画として、青春映画に定評のある松竹の山根成之監督を招聘して、阿久悠原作の『家族の神話』を製作する予定があったが、諸事情で実現しなかった。ただ同じ東映製作の1983年『日本海大海戦 海ゆかば』はタイトルロールでは三船敏郎の次ながら、全編沖田目線で描かれた実質主演映画である。フロムファーストプロダクションに移籍し、歌手、俳優として活躍しており、1983年10月13日にテレビ東京系列で放映開始された『キャプテン翼』の主題歌「燃えてヒーロー」でアニメソングに進出する。
1984年7月28日、新潟県民会館にて歌手活動最後のコンサートを開催。ステージ終盤、これまでの歌手活動の集大成として、自身の気持ちを込めた曲「I believe in music」（原曲マック・デイヴィス）を披露。その年の秋、横浜岡田屋モアーズでのライブイベントを最後に歌手活動を終了。独立し、念願の俳優一筋の道を歩むため、個人事務所ヒロ企画を設立する。
1985年1月7日、仕事始めにそれまでのファン主体のバースデーパーティーを鶴見のホテルで開催し、CMに出演した森永製菓の商品を詰め合わせにした袋にサインを入れ販売した。同日、前組織のファンクラブや親衛隊などがすべて解散する。
独立後、仕事を干されていたが、その間にアメリカに渡り、セスナ（軽飛行機）の免許を取得。帰国後、沖田に声をかけてくれた吉本興業の社員に挨拶に出向いたところ、スポーツ新聞に「吉本入り」と誤報され、それをきっかけに再び仕事が入り始める。その後、舞台「澪つくし」で共演した津川雅彦が代表を務めるグランパパプロダクションに移籍、舞台を中心に俳優として活動。1995年7月7日結婚。2児をもうける。TBS系列の『サラリーマン金太郎』では、企業乗っ取りを図る悪役・富岡修平役を演じた。
1999年3月27日に自宅で首吊り自殺を図り死去、36歳没。『サラリーマン金太郎』第1部終了から僅か6日後の突然の悲報に、沖田自身が師と仰いでいた津川も絶句し「顔を洗って出直して来い! そう言ってやりたい」と涙ながらに語った。沖田と『3年B組金八先生』第2シリーズで共演した武田鉄矢は、沖田の告別式のインタビューで「いままで格好いい生き方してきた彼には辛かったのかもしれない」と語っており、自殺の原因は当時、仕事が減っていたことに悩んでいたとも、多額の借金を抱えていたとも報道された。

## 人物
父親は川崎市内で不動産業やゴルフ会員権を扱う会社を経営しており、裕福な家庭であった。しかし、兄が経営を引き継いだ途端に経営が悪化。父が1996年9月、兄が2002年4月に自殺している。さらに、弁護士の祖父も自殺しており、置鮎家は3代で4人の自殺者を出している。沖田は兄の負債の連帯保証人になっており、これが自殺の原因とされている。
趣味人としての一面も知られ、日本初の「アマチュア無線アイドル」としてその名を残している。アマチュア無線専門誌『CQ ham radio』1983年3月号の表紙を飾っている。当時のコールサインはJI1TQE。映画『私をスキーに連れてって』では通信するシーンも披露。芸能界屈指のビリヤード好きとしても有名で、その実力は趣味の域を超えており、テレビ番組の企画でプロライセンスに挑戦したほどであった。また『クイズタイムショック』には631回・800回（いずれも山口崇の司会時）と2度出場し、それぞれ5問正解・8問正解の成績だった。
川上麻衣子とも仲がよかった。
武田鉄矢は金八シリーズでの教師と生徒の共演から「今でも時々思い出す」と沖田との思い出を語っている。

## 出演

### テレビドラマ
- 3年B組金八先生（TBS） - 松浦悟 役
  - 第2シリーズ（1980年 - 1981年）
  - スペシャル2「イレ墨をした教え子」（1983年）
- ひまわりの歌（1981年 - 1982年、TBS） - 鈴木正雄 役
- 愛を裁けますか（1982年、TBS）
- 春よ来い（1982年、日本テレビ） - 稔 役
- 大奥 第14話-第16話（1983年、関西テレビ） - 徳川綱重 役
- パパ スカートはいてよ（1983年、NHK） - 佐藤洋平 役
- 千利休とその妻たち（1993年、関西テレビ）
- 流れ星佐吉（1984年、関西テレビ） - 千之助 役
- 火曜サスペンス劇場　（日本テレビ）
  - 「二度目のさよなら」（1985年1月15日、PDS） - 寺田祐介 役
  - 「女監察医・室生亜季子12・もう一つの血痕」（1992年11月3日、東映） - 島田正三 役
  - 「警部補 佃次郎6・小壜に詰めた死」（1998年8月4日、テレパック） - 君津孝雄 役
- 東芝日曜劇場
  - 第1505回「東京の秋（前編） 家族ふたつ」（1985年 TBS） - 千場誠次 役
  - 第1506回「東京の秋（後編） 愛、けれど-」（1985年 TBS） - 千場誠次 役
  - 第1534回「予約番号は?」（1986年 TBS）
  - 第1538回「妻の二泊三日」(1986年 TBS）
  - 第1618回「家族アレルギー症候群」（1988年 TBS） - 中里浩一 役
  - 第1699回「交差点」（1989年 TBS） - 達男 役
  - 第1853回「なぜか、独身」（1992年 TBS）
- スーパーポリス 第11話「罠 それはキッスで始まった!」（1985年、TBS）
- 朝の連続テレビ小説「いちばん太鼓」（1985年 - 1986年、NHK）
- 誇りの報酬 第8話「出張捜査はゴージャスに」（1985年、日本テレビ） - 八代リョウ 役
- 月曜ドラマランド（フジテレビ）
  - セーラー服恋愛教室 愛のレッスンA!B!!C!?（1986年） - 松山 役
  - ザ・サムライ（1986年） - 血祭武士 役
- 水曜ドラマスペシャル 紙の灰皿（1986年、TBS）
- 新春仕事人スペシャル 必殺忠臣蔵（1987年、朝日放送） - 浅野内匠頭 役
- 女と女 華やかな春（1987年1月3日、フジテレビ） - 藤森弘 役
- 大都会25時 第1話「ホテトル嬢のみた夢は…」（1987年、テレビ朝日）
- アナウンアサーぷっつん物語スペシャル（1987年、フジテレビ）
- やさしく歌って、殺人（1987年、TBS）
- 忠臣蔵　女たち　愛　～雪の章　花の章～（1987年、TBS） - 左右田源八郎 役
- 裸の大将放浪記 第26話「清の沖縄ほうろう記」（1988年、関西テレビ）
- 徳川家康（1988年、TBS） - 今川氏真 役
- 名奉行 遠山の金さん（テレビ朝日）※松方弘樹版
  - 第1シリーズ 第12話「若手同心の恋」（1988年7月21日） - 清吉 役
  - 第4シリーズ 第20話「妻を売った武士」（1992年5月7日） - 桐生一郎太 役
  - 第5シリーズ 第19話「大奥に消えた殺人者」（1993年9月2日） - 佐吉 役
  - 第7シリーズ 第14話「振袖の罠!女形が賭けた夢舞台」（1996年1月25日） - 竹之丞 役
  - 遠山の金さんVS女ねずみ 第6話「ニセ小判!蟻が暴く殺人手口」（1997年3月8日） - 新納精一郎 役
  - 金さんVS女ねずみ 第4話「狆（ちん）が見た密通殺人」（1998年5月2日） - 滝沢伝八郎 役
- 暴れん坊将軍（テレビ朝日）
  - 暴れん坊将軍III 第74話「お葉せんせいの恋治療!」（1989年） - 辻弥一郎 役
  - 暴れん坊将軍IV 第4話「裏切り者に涙あり!」（1991年） - 中畑弥四郎 役
- ボクの乙女ちっく殺人事件（1988年8月13日、TBS）
- 妻たちの鹿鳴館（1988年、TBS）
- 追憶のクリスマス・イブ（1988年、TBS）
- 火曜スーパーワイド くどき屋ジョー（1989年、テレビ朝日）
- リトルボーイ・リトルガール（1989年8月2日、日本テレビ） - 山田広次郎 役
- 秋のドラマスペシャル 父子の対話（1989年、関西テレビ）
- 金曜エンタテイメント （フジテレビ）
  - 遠い家族（1989年） - 宮田次郎 役
  - 検察捜査（1995年）
  - 赤い霊柩車7・双子の棺（1997年） -（弁護士）黒木 役
- 水戸黄門 （TBS / C.A.L）
  - 第19部 第5話「謎の剣士!烏天狗・中村」（1989年10月23日） - 樋口新之介 役
  - 第20部 第2話「水晶守った怒りの十手・甲府」（1990年10月29日） - 京太郎 役
  - 第22部 第19話「悪が群がるカステイラ・長崎」（1993年9月20日） - 紀之助 役
  - 第23部 第7話「偽りの武士道・上田」（1994年9月12日） - 相良荘太郎 役
  - 第24部 第3話「恋しい人は凶状持ち・駿府」（1995年10月2日） - 駒越の清太郎 役
  - 第27部 第16話「黄門様を探した娘・久保田」（1999年7月5日） - 保坂一平 役
- 樅の木は残った（1990年、日本テレビ） - 成瀬久馬 役
- 函館のおんな（1990年1月9日、朝日放送） - 風間耕治 役
- HOTEL（1990年-1998年、TBS） - 水野淳 役
  - スペシャル’90秋「姉さん事件です！」（1990年）
  - スペシャル’91春「姉さんピンチです！」（1991年）
  - スペシャル’91秋「姉さん大事件です！」（1991年）
  - HOTEL（5）第4話ゲスト出演（1998年）
- 江戸中町奉行所（１） 第13.14話（前・後）「我楽多たちの最後の賭け！」（1990年、テレビ東京） - 伊之助 役
- 代表取締役刑事（1990年、テレビ朝日）
- 横溝正史スペシャル　金田一耕助の傑作推理（12）魔女の旋律（1991年2月27日、TBS）
- 鬼平犯科帳（フジテレビ）
  - 第2シリーズ 第13話「密告」（1991年） - 伏屋の紋蔵（横山小平太）役
  - 第4シリーズ 第11話「掻掘のおけい」（1993年） - 鶴吉 役
- 遅すぎた男（1991年、関西テレビ）
- 幕府お耳役檜十三郎 第2話「大名潰し・三千両の罠」（1991年、テレビ東京） - 喜連川忠正 役
- また又・三匹が斬る! 第10話「摩訶不思議、恋の行方と肉付面」（1991年、ANB系） - 榊小太郎 役
- 月曜ドラマスペシャル「松本清張作家活動40年記念・黒い画集 坂道の家」（1991年8月26日、TBS） - 山口武重 役
- 徳川無頼帳（1992年、テレビ東京） - 柳生友矩 役
- 大人は判ってくれない（第5回）あいつがヒーロー（1992年、フジテレビ）
- 大型時代劇スペシャル 新撰組 池田屋の血闘（1992年、TBS）
- あばれ八州御用旅 第3シリーズ 第8話「川止め、足止め、地獄越え!」（1992年、テレビ東京） - 竜之助 役
- プレイガール’92 黒真珠殺人事件 （1992年、テレビ東京） - 坂上卓次 役
- 新春5時間時代劇スペシャル 独眼竜の野望 伊達政宗（1993年、テレビ朝日）
- 春日八郎物語（1993年、テレビ東京） - 船村徹 役
- 12時間超ワイドドラマ（テレビ東京）
  - 徳川武芸帳　柳生三代の剣 第五部「伊達、薩摩の陰謀？島原の乱！その三」（1993年） - （琉球王子）朝益 役
  - 炎の奉行 大岡越前守（1997年） - 八五郎 役
  - 家康が最も恐れた男 真田幸村（1998年） - 望月六郎 役
- ニュー・三匹が斬る! 第14話「金毘羅代参、馬鹿は死ななきゃ治らない」（1994年5月5日、テレビ朝日） - 岩松 役
- 江戸の用心棒 第1シリーズ 第8話「清さん、女難の相あり」（1994年、日本テレビ） - 市助 役
- 第5回新鋭シナリオ大賞受賞ドラマ 夜鷹百両（1994年、TBS）
- 痛快・三匹が斬る!（1995年、テレビ朝日） - 神谷京之助 役
- いつかまた逢える（1995年、フジテレビ）
- 清水次郎長物語（1995年） - 関東綱五郎 役
- 土曜ワイド劇場（テレビ朝日）
  - 「雪の絶唱 飛騨高山 殺意の不倫清算旅行」（1996年） - 相原和浩 役
  - 「家政婦は見た!15」（1996年） - 大田垣信夫 役
  - 「女請負人」（2000年） - 清岡律男 役
- 月曜ドラマスペシャル 五つの顔の変装刑事！右京警部補事件ファイルE（1996年、TBS）
- 大岡越前 第14部 第13話「情けを教えた人参泥棒」（1996年9月9日、TBS / C.A.L） - 鈴木宗哲 役
- 金曜時代劇（テレビドラマ 1996年-1997年）天晴れ夜十郎（NHK） - 片岡直次郎 役
- 新春時代劇スペシャル 弁慶（1997年、テレビ朝日）
- 編笠十兵衛（1997年、テレビ東京） - 浅野長矩 役
- ウルトラマンティガ 第49話「ウルトラの星」（1997年8月9日、毎日放送） - 金城哲夫 役
- 新幹線'97恋物語 第8話「鴨とネギを背負う女」（1997年、TBS） - 茂男 役
- 御家人斬九郎 第3シリーズ 第1話「男二人」（1997年10月22日、フジテレビ） - 土屋数馬 役
- サラリーマン金太郎（1999年、TBS） - 富岡修平 役
- 御用牙（2004年、CS時代劇ch）※1994年フジテレビで放送するため製作されたがそのままお蔵入りしていた作品でCS時代劇chで2004年放送された

### 映画
- HiRO THE HERO（1981年）
- 時代屋の女房 （1983年） - 若者 役
- 日本海大海戦 海ゆかば（1983年） - 神田源太郎 役
- 必殺! ブラウン館の怪物たち（1985年） - 服部佐一郎 役
- 絶唱母を呼ぶ歌 鳥よ翼をかして（1985年） - ジョージ友岡 役
- 私をスキーに連れてって（1987年） - 小杉正明 役
- ドン松五郎の大冒険（1987年） - 権堂毅 役
- 妖女の時代（1988年） - 田村淳一 役
- 天と地と（1990年） - 高坂弾正 役
- おろしや国酔夢譚（1992年） - 新蔵 役
- 子連れ狼 その小さき手に（1993年） - 柳生兵庫 役
- 難波金融伝・ミナミの帝王劇場版partV「甘い罠」（1994年） - 志垣 役
- AIDSを生きる（1994年）- 三田村裕二 役
- 深い河（1995年）- 三條 役
- キャンプで逢いましょう（1995年） - 高木重臣 役
- ガメラ2 レギオン襲来（1996年） - 笹井 役
- GAMA 月桃の花（1996年） - 鳥羽軍曹 役

### オリジナル・ビデオ
- 女ランボー（1991年）
- THE レイプマン（1993年 - 1996年） - 主演
- 新桃太郎伝説 七夕の村は激戦区（1993年）- 雉之助 役
- 麻雀狂騒曲 （1993年）
- 米百俵 小林虎三郎の天命（1993年）- 金子尚蔵 役
- がんばれ!青春先生（1994年）- 田村竜馬 役
- 女教師日記 禁じられた性（1995年）
- 空転（1997年） - 増田 役

### 舞台
- ミュージカル「ボーイフレンド」（1984年、3月-4月　シアターアプル）- トニー 役
- ライト・ミュージカル「たかが結婚されど結婚」（1986年、1月　近鉄劇場）
- 「澪つくし」(1986年、4月　新橋演舞場）- 惣吉 役
- 「当節 結婚の条件」（1986年、10月　三越劇場）- 麻田勉 役
- 「あたしは・・・モンスター」（1987年、1月　三越劇場）- キャッツィ 役
- ライト・ミュージカル第２弾「キャバレー物語」（1987年、5月　近鉄劇場）- 徳丸武彦 役
- ミュージカル「ブリランテ－光り輝いて－」（1987年、9月　博品館劇場）- カール/カルロ 2役
- 「薔薇と棺桶」（1988年、8月-9月　PARCO劇場）- デニス 役　※同作・1988年、9月　近鉄劇場
- ミュージカル「火の鳥」（1989年、2月　全労済ホール　スペース・ゼロ）- マサト 役
- 朝丘雪路　新春特別公演「おしのぼさつ－慕殺哀話－」（1989年、3月　御園座）- 佐吉 役
- ハウス食品ファミリーミュージカル「私のあしながおじさん」（1990年、3月-4月）- ジャービス 役
  - 3月24日 大宮ソニックシティ
  - 3月26日 福岡市民会館
  - 3月27日 広島厚生年金会館
  - 3月28日 九州厚生年金会館
  - 3月29日 、30日 近鉄劇場
  - 4月1日、2日 愛知文化講堂
  - 4月3日 東京郵便貯金会館
  - 4月4日 千葉県民文化会館
  - 4月5日 静岡市民文化会館
  - 4月6日 電力ホール
  - 4月8日 中野サンプラザ
- 朝丘雪路　特別公演「お蔦主税」(1990年、6月　御園座）- 掏模（すり）の万吉 役
- 「デストラップ　死の罠」（1990年、11月　博品館劇場）- クリスフォード・アンダーソン 役
  - 12月3日 長岡市立劇場
  - 12月4日 新潟県民会館
  - 12月6日 グリーンホール相模大野
  - 12月10日、11日 板橋区立文化会館
  - 12月12日 神奈川県立青少年センター
  - 12月17日 大阪サンケイホール
  - 12月19日 利根沼田文化会館
  - 12月20日 宇都宮市文化会館
- 三越劇場新春公演　朝丘雪路芸能生活40周年記念「お蔦主税」（1991年、1月　三越劇場）- 主税 役
- アガサ・クリスティー劇場「ねずみとり」（1993年、1月-2月　サンシャイン劇場）- クリストファ・レン 役
- 「おお、ナポリ！」(1993年、4月　銀座セゾン劇場）- アメデオ 役
- ライト・ミュージカル・コメディー「アーサー家のローズ」（1994年、4月　新神戸オリエンタル劇場）- ビート 役　※同作・同年5月　博品館劇場
- 「冬の蝶」（1996年、４月　明治座）- 小谷新太郎 役　※同作・同年6月　名鉄ホール
- オロナミンCファミリーミュージカル「シンデレラ」（1997年、8月　新宿コマ劇場）- 王子 役
- ファミリーミュージカル「オズの魔法使い」（1998年、8月　新宿コマ劇場）- カカシ（ファンク）役
- 「真夜中のパーティ」（1998年、10月-11月　博品館劇場）- ベルナード 役

### OVA
- LILY-C.A.T.（1987年） - ジロー・タカギ 役

### バラエティ
- もんもんドラエティ（1981年 - 1982年、テレビ東京） - 鈴木浩之 役

- 象印クイズ ヒントでピント（テレビ朝日、1984年1月8日（第235回） - 1984年10月7日（第269回））4枠レギュラー解答者[14]
- 文珍なぞなぞランド（テレビ朝日）
- 特選・ぶらり旅（テレビ東京）1996年「千葉県銚子市」　1998年「埼玉県川越市」
- がんばります（1998年、フジテレビ）

### ラジオ
- アドベンチャーロード 「銀河番外地運び屋サム」（1988年2月1日 - 12日、NHK-FM） - サム 役
- アドベンチャーロード 「ジグが来る」（1989年11月6日 - 24日、NHK-FM）
- FMシアター 「一人芝居」（1992年10月17日、NHK-FM）[15]
- ファンタジーワールド　角川ドラマルネッサンス「八つ墓村」（1996年7月15日 - 11月11日、TBSラジオ） - 寺田辰弥 役

### CM
- 森永製菓 スナックチョコ『くるみの森』&『森のどんぐり』（1982年） 子役時代の観月ありさが共演
- ロッテチョコレート ウエストサイド40・イーストサイド50 （1980年） CMソングを歌う横須賀 昌美（よしみ）と同時出演

## ディスコグラフィ

### シングル
- 全てCBS・ソニーからリリース。

| #  | 発売日          | A/B面 | タイトル                           | 作詞     | 作曲           | 編曲     | 規格品番  |
| -- | --------------- | ----- | ---------------------------------- | -------- | -------------- | -------- | --------- |
| 1  | 1981年 3月21日  | A面   | E気持                              | 阿木燿子 | 筒美京平       | 船山基紀 | 07SH-892  |
| 1  | 1981年 3月21日  | B面   | ジェームス・ディーン・ジュニア     | 阿木燿子 | 筒美京平       | 船山基紀 | 07SH-892  |
| 2  | 1981年 6月1日   | A面   | 半熟期                             | 阿木燿子 | 筒美京平       | 筒美京平 | 07SH-1004 |
| 2  | 1981年 6月1日   | B面   | 青春フットワーク                   | 阿木燿子 | 筒美京平       | 鷺巣詩郎 | 07SH-1004 |
| 3  | 1981年 8月26日  | A面   | はみだしチャンピオン               | 阿木燿子 | 筒美京平       | 筒美京平 | 07SH-1038 |
| 3  | 1981年 8月26日  | B面   | どうにかなっちゃう前奏曲           | 阿木燿子 | 筒美京平       | 鷺巣詩郎 | 07SH-1038 |
| 4  | 1981年 12月2日  | A面   | 俺をよろしく                       | 阿木燿子 | 筒美京平       | 鷺巣詩郎 | 07SH-1103 |
| 4  | 1981年 12月2日  | B面   | とっちらかってTIME SLIP            | 阿木燿子 | 筒美京平       | 鷺巣詩郎 | 07SH-1103 |
| 5  | 1982年 3月5日   | A面   | 隠れアムール                       | 阿木燿子 | 宇崎竜童       | 佐藤準   | 07SH-1120 |
| 5  | 1982年 3月5日   | B面   | 揺れる19才                         | 阿木燿子 | 宇崎竜童       | 佐藤準   | 07SH-1120 |
| 6  | 1982年 6月1日   | A面   | 熱風王子                           | 阿久悠   | 大野克夫       | 大野克夫 | 07SH-1172 |
| 6  | 1982年 6月1日   | B面   | 夏の魔術師                         | 阿久悠   | 大野克夫       | 大野克夫 | 07SH-1172 |
| 7  | 1982年 9月1日   | A面   | 気絶するほど悩ましい               | 阿久悠   | 梅垣達志       | 鷺巣詩郎 | 07SH-1208 |
| 7  | 1982年 9月1日   | B面   | ヒカル                             | 阿久悠   | 芹沢廣明       | 芹沢廣明 | 07SH-1208 |
| 8  | 1982年 12月21日 | A面   | とりあえずボディ・トーク           | 売野雅勇 | 長戸大幸       | 入江純   | 07SH-1247 |
| 8  | 1982年 12月21日 | B面   | キメたつもりがキメられて           | 売野雅勇 | 長戸大幸       | 入江純   | 07SH-1247 |
| 9  | 1983年 4月21日  | A面   | 困ったラブ・ソング                 | 売野雅勇 | 梅垣達志       | 萩田光雄 | 07SH-1287 |
| 9  | 1983年 4月21日  | B面   | タウン情報                         | 売野雅勇 | 長戸大幸       | 入江純   | 07SH-1287 |
| 10 | 1983年 8月25日  | A面   | お前にマラリア                     | 売野雅勇 | 鈴木キサブロー | 松下誠   | 07SH-1374 |
| 10 | 1983年 8月25日  | B面   | 東京ジョー                         | 売野雅勇 | 鈴木キサブロー | 松下誠   | 07SH-1374 |
| 11 | 1983年 11月21日 | A面   | 冬のライオン                       | 吉岡治   | 馬場孝幸       | 飛沢宏元 | 07SH-1426 |
| 11 | 1983年 11月21日 | B面   | 燃えてヒーロー                     | 吉岡治   | 内木弘         | 飛沢宏元 | 07SH-1426 |
| 12 | 1984年 4月21日  | A面   | 奇蹟の純情                         | 森雪之丞 | 後藤次利       | 後藤次利 | 07SH-1486 |
| 12 | 1984年 4月21日  | B面   | ふたつのラブ・ストーリー (BOY'S篇) | 森雪之丞 | 後藤次利       | 後藤次利 | 07SH-1486 |
| 13 | 1984年 7月21日  | A面   | 君に捧げるララバイ                 | 吉岡治   | 馬場孝幸       | 飛澤宏元 | 07SH-1531 |
| 13 | 1984年 7月21日  | B面   | 熱い友情                           | 吉岡治   | 馬場孝幸       | 飛澤宏元 | 07SH-1531 |

### アルバム

#### ベスト・アルバム
- THE BEST'83（1982年11月1日／25AH-1473）
- HIRO BEST SELECTION（1983年11月21日／28AH-1593）
- GOLDEN J-POP/THE BEST 沖田浩之（1999年9月22日／SRCL-4625）
- ゴールデン☆ベスト 沖田浩之（2008年1月23日／MHCL-1279）
- GOLDEN☆BEST limited 筒美京平を歌う（2011年11月18日／DYCL-332）

### タイアップ
| 年     | 楽曲               | タイアップ                                       |
| ------ | ------------------ | ------------------------------------------------ |
| 1981年 | 俺をよろしく       | TBS系テレビドラマ「ひまわりの歌」主題歌          |
| 1983年 | 冬のライオン       | テレビ東京系テレビアニメ「キャプテン翼」EDテーマ |
| 1983年 | 燃えてヒーロー     | テレビ東京系テレビアニメ「キャプテン翼」OPテーマ |
| 1984年 | 君に捧げるララバイ | テレビ東京系テレビアニメ「キャプテン翼」挿入歌   |
| 1984年 | 熱い友情           | テレビ東京系テレビアニメ「キャプテン翼」挿入歌   |

## 著書
- 『男のうた、あるがままに : 沖田浩之の近況エッセイ集』曙出版、1986年1月10日。